# Chris Wolff
Chris Wolff, geboren als Andreas Wolfgang Ebert (Karl-Marx-Stadt, 2 oktober 1954) is een Duitse schlagerzanger.

## Jeugd en opleiding
Tijdens zijn middelbareschooltijd leidde Ebert in Karl-Marx-Stadt een eigen band. Hij kreeg een opleiding als radio- en televisietechnicus en wijdde zich daarnaast continu aan de muziek. In 1982 verhuisde hij naar de Bondsrepubliek en vestigde zich bij Neurenberg. Daar leerde hij de producent Roland Häring kennen en startte naast zijn beroep een carrière als zanger. In hetzelfde jaar verscheen zijn eerste album Für dich. In 1987 zegde hij zijn beroep vaarwel wegens zijn successen met Palma de Mallorca en Am Strand von Maspalomas.
Van 1987 tot 1992 scoorde hij vijf keer in de Top 75 hitlijst en was hij tien keer te gast in de ZDF-Hitparade. In 2000 werd de cd Klarer Fall von Liebe gepubliceerd. In 2004 publiceerde hij de cd Wenn die Sehnsucht brennt, die tweemaal een 2e plaats bereikte in de Duitse Schlagerparade met de single Hör mal zu. Ter gelegenheid van zijn 25-jarig podiumjubileum verscheen in 2009 de cd Augen zu und durch.
Van de 200 door Chris Wolff gezongen nummers heeft hij er zelf acht gecomponeerd, waaronder de Verkehrssong onder het pseudoniem Erich Bleifuß, waarin het om de punten gaat in Flensburg. Op de cd Wenn die Sehnsucht brennt staat ook het nummer Einfach fliegen, einfach frei sein, dat handelt over paragliding.

## Discografie

### Singles
- Palma de Mallorca
- Romantica
- Lady Sunshine
- Am Strand von Maspalomas
- Ay Ay Ay – Grüße aus Mexico
- Sterne zu verschenken
- Alles paletti
- Marina
- Dieser Sommer wird ne Party
- Vino Vino
- Brauner Insulaner
- Playa de Palma
- Hör mal zu
- Steig wieder auf (als deel van Alle für Alle)

### Albums
- Für Dich
- Lieder wie Rosen
- Rettungslos verliebt
- Komm lass uns träumen
- Liebe Küsse Sonnenschein
- Viva Amore
- Die großen Erfolge
- Alles Paletti
- Ich lieb dich sowieso
- 10 Jahre Chris Wolff
- Schlagersommer
- Happy Holiday
- Weihnachtszeit, schönste Zeit
- Klarer Fall von Liebe
- Wenn die Sehnsucht brennt
- Augen zu und durch (2009)

- Gemeinsame Normdatei: 135372550
- International Standard Name Identifier: 0000 0000 5637 7836
- MusicBrainz: 48717626-9bf2-479e-92c6-78e13a71480f
- Virtual International Authority File: 80141318
- WorldCat: E39PBJktvbjjB7KkGQtTGBrcyd